# Aula (TU Delft)
De Aula van de Technische Universiteit Delft is een gebouw uit 1966 in Delft, ontworpen door Jo van den Broek en Jaap Bakema van het bureau Broekbakema. Het is een van de weinige brutalistische gebouwen van Nederland.

## Geschiedenis
In de tijd dat de Technische Hogeschool Delft nog in de Delftse binnenstad was gevestigd, bevond de Aula zich onder meer tussen 1923 en 1966 in de 15e-eeuwse Sint-Hippolytuskapel.
Na de Tweede Wereldoorlog kwam de bouw voor een nieuw campus voor de toenmalige Technische Hogeschool Delft ter sprake. Op 10 juli 1948 kwam dit tot het opstellen van een uitbreidingsplan en werd er een plan- en bouwplanbureau opgezet. Rijksbouwmeester Gijsbert Friedhoff was verantwoordelijk voor het aanstellen van architecten voor de wijk: Ad van der Steur zou het westelijke deel van de Mekelweg krijgen, Dirk Roosenburg het oostelijke deel en Jo van den Broek het gebied rond de Rotterdamseweg. Echter, door een samenloop van omstandigheden, waaronder het overlijden van Roosenburg, kreeg Van den Broek het oosten van de Mekelweg toegewezen voor de bouw van de faculteitsgebouwen Bouwkunde en Civiele Techniek en de Aula.
Oorspronkelijk was het gebouw niet bedoeld voor gebruik door de TU Delft zelf, maar als congreslocatie op de TU campus.
Sinds 2009 is het gebouw geclassificeerd als Rijksmonument.
In 2018 kreeg de TU Delft €146.000 subsidie van de Amerikaanse Getty Foundation voor de restauratie en onderzoek van het gebouw, in het kader van het project 'Keeping it Modern'.

## Architectuur en constructie
De Aula is een kenmerkend gebouw van het brutalisme: er is een overvloed aan beton in het gebouw, waarvan veelal de wapening nog zichtbaar is. De bekisting is in het zicht gehouden als architectonisch element.
De constructie van het auditorium was destijds een vrij complexe opgave: een uitkragende bak van 34,5 meter welke 1360 ton aan belasting uitoefent op voornamelijk twee kolommen bij de ingang van het gebouw zou onmogelijk zijn, ware het niet voor de toepassing van voorgespannen beton. Kabels vanuit de leidingschachten bij het auditorium trekken de bak als het ware naar zich toe. Verder zorgen verstevigingsribben in de bak voor extra stabiliteit in de constructie.
De dakconstructie bestaat uit een lichte vouwconstructie, welke over de bak van het auditorium uitkraagt. Deze wordt onder meer stabiel door een moment dat ontstaat in de leidingschacht.
Ten tijde van de oplevering in 1966 was de Aula het zwaarste gebouw van Nederland met een constructie van voorgespannen beton. Daarnaast is er zo'n 35 kilometer aan voorspanningskabels te vinden in de constructie.
Het gebouw heeft in de loop der jaren de bijnaam 'De Kikker' gekregen, vanwege de brede voorkant en de twee pootjes. Die twee "pootjes" zouden volgens sommigen onnodig zijn en enkel toegevoegd zijn om psychologische overwegingen.

## Voorzieningen
De aula beschikt over een auditorium met een capaciteit van 1.040 stoelen aan de voorzijde van het gebouw, evenals vier andere collegezalen met elk ongeveer 300 stoelen aan de achterzijde. Voor promoties worden de Senaatszaal en de Frans van Hasseltzaal gebruikt.
Verder beschikt de Aula over een zelfbedieningsrestaurant en een TU-Shop waar kleding en promotiematerialen te verkrijgen zijn.

## Galerij

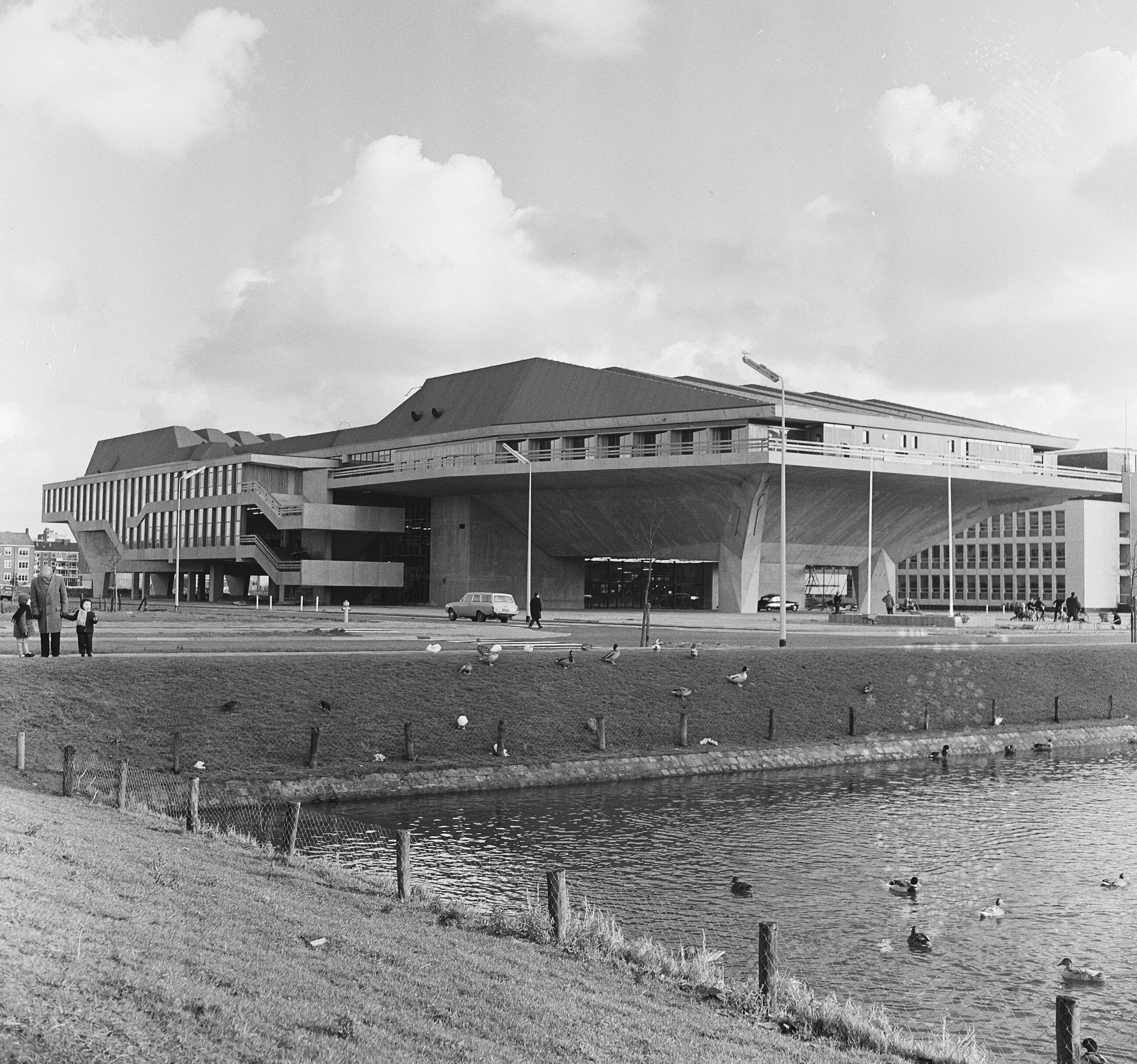
Het gebouw vlak voor de opening in 1966
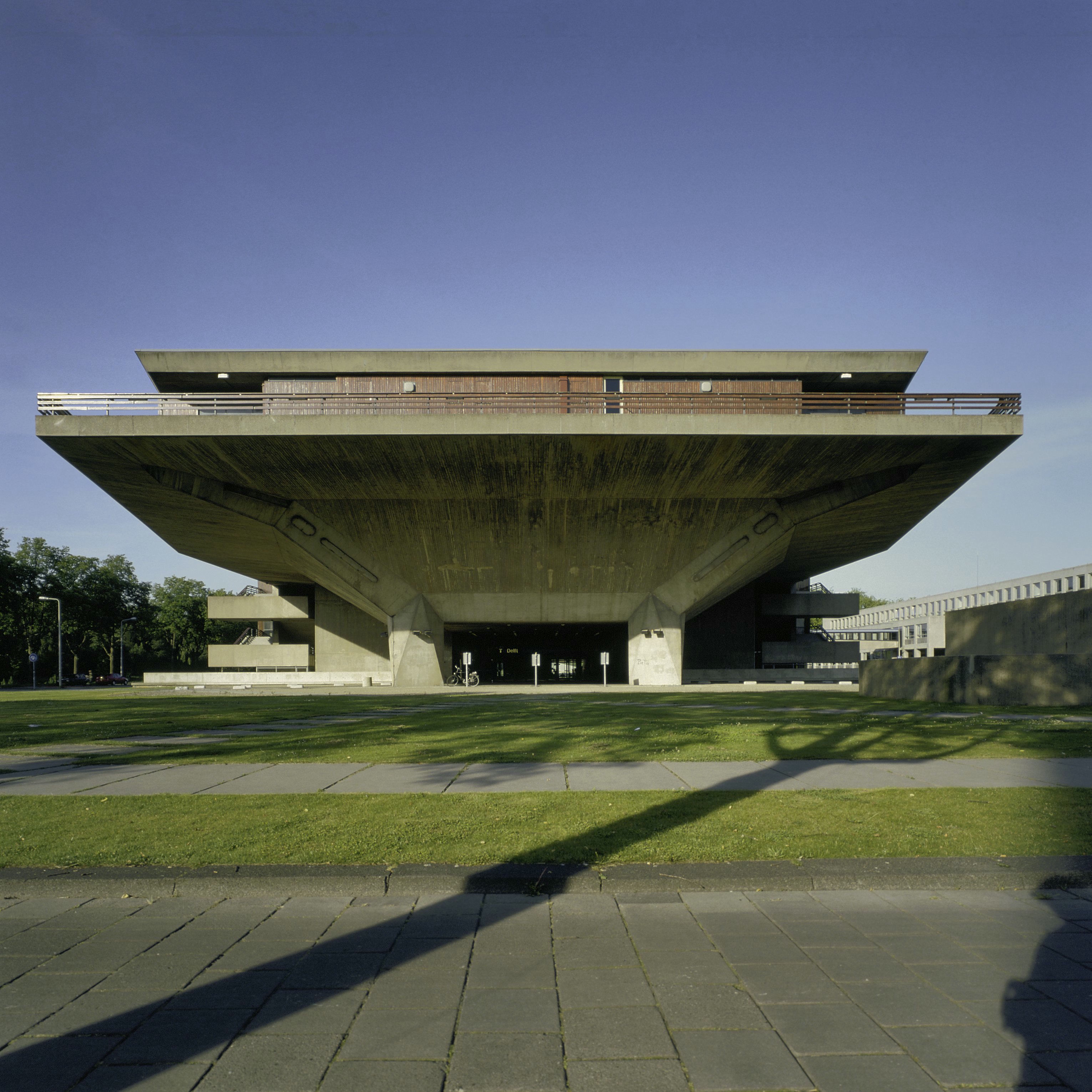
Voorzijde gebouw
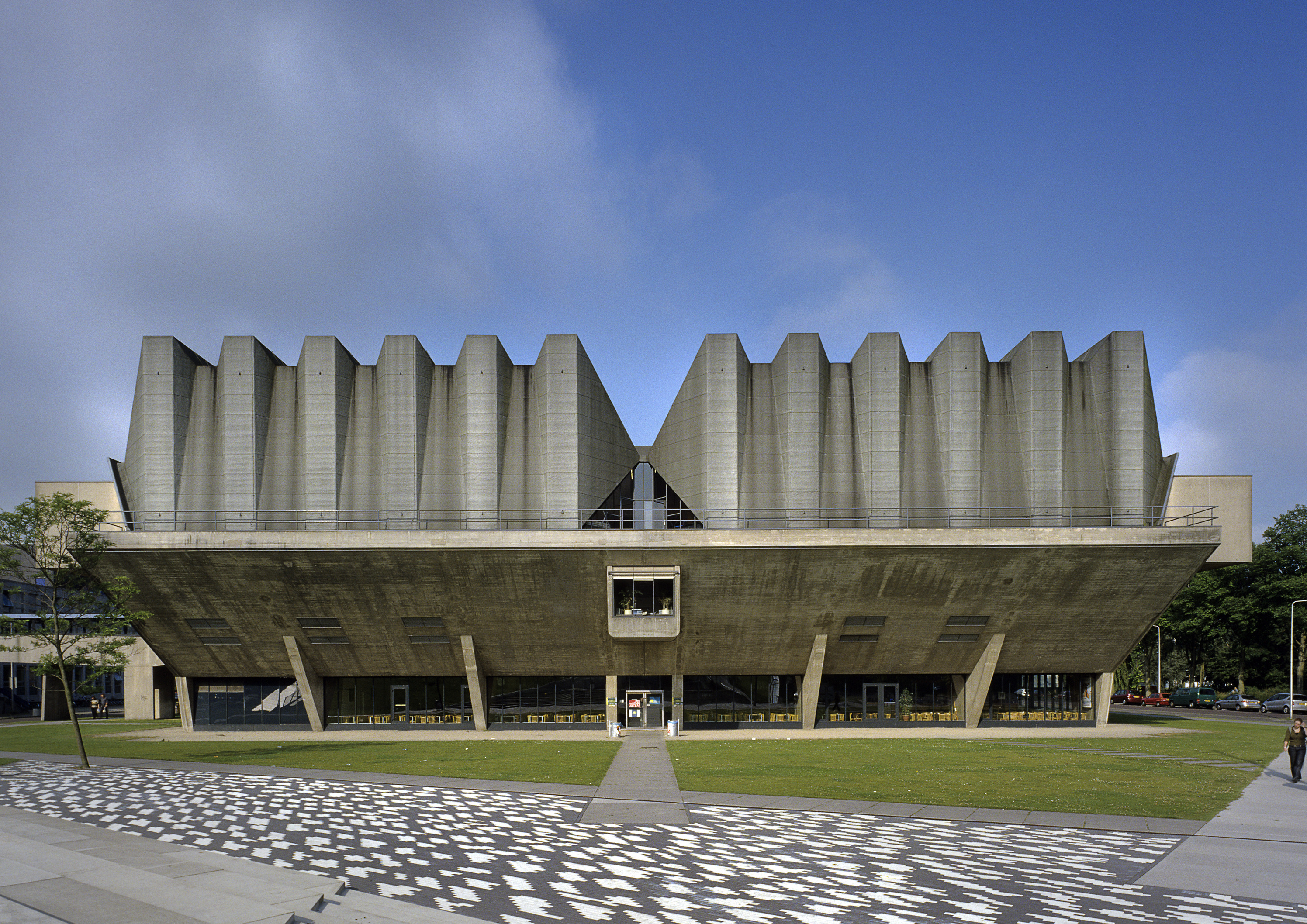
Achterzijde gebouw
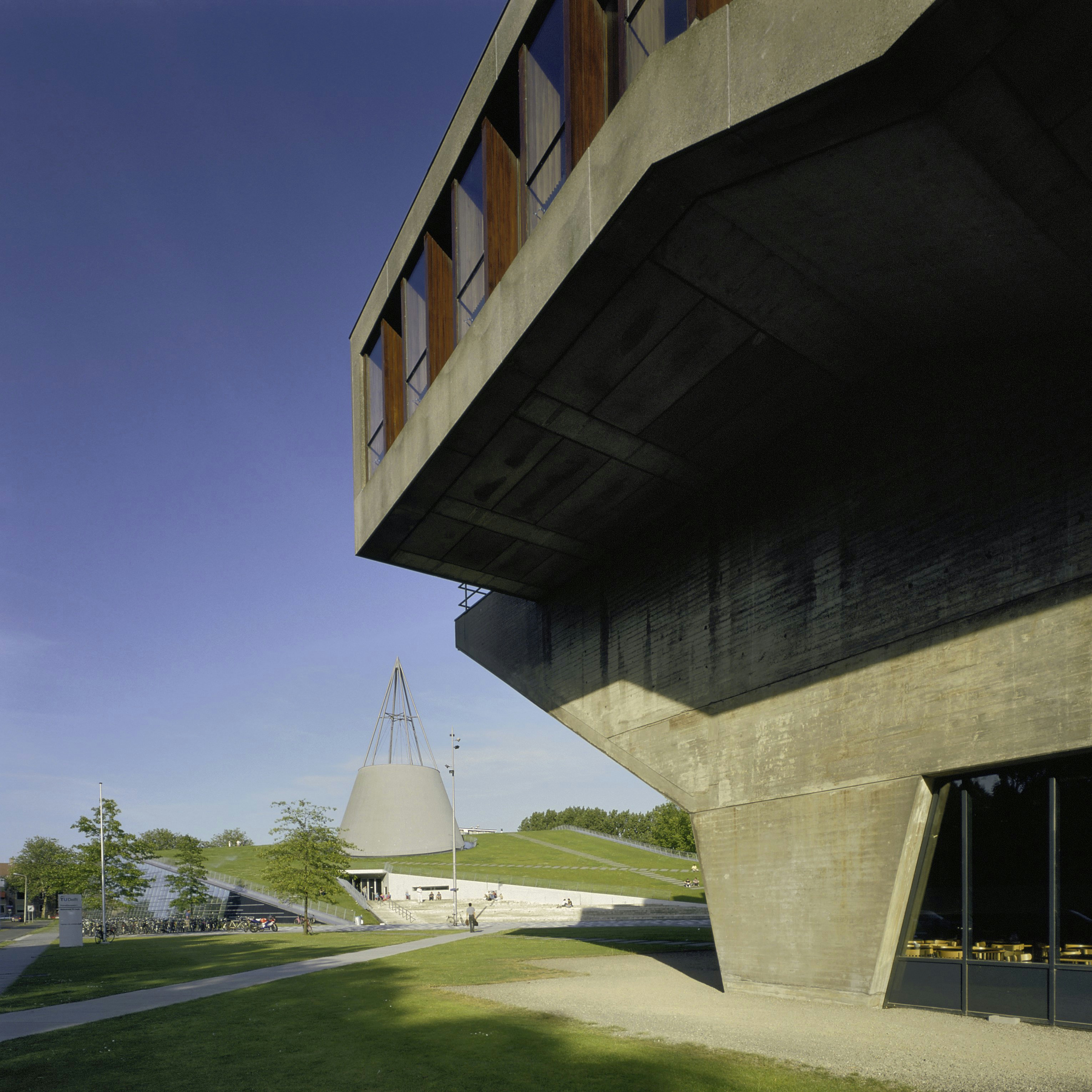
Achterzijde Aula met zicht op de bibliotheek
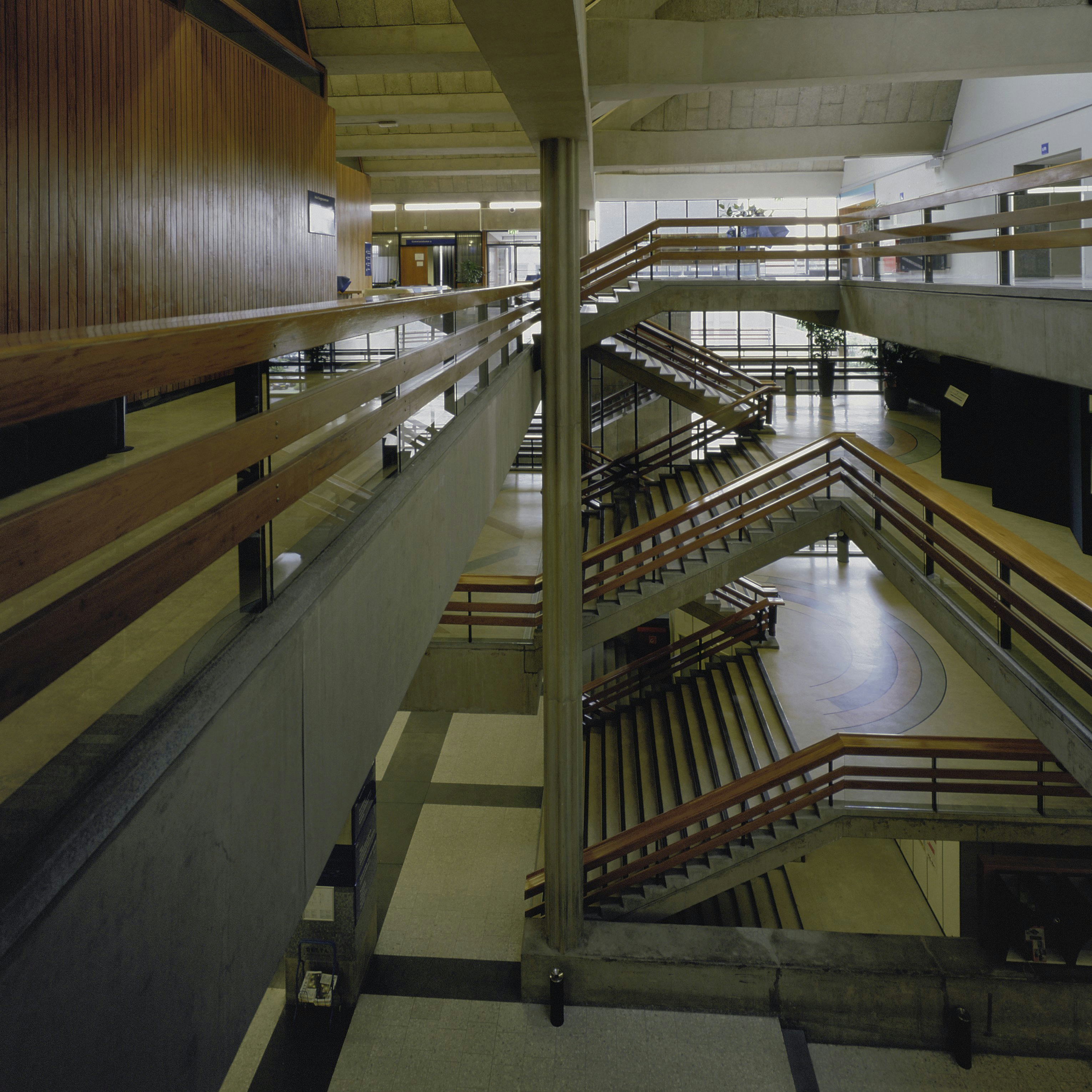
De entree, gezien vanaf de derde verdieping
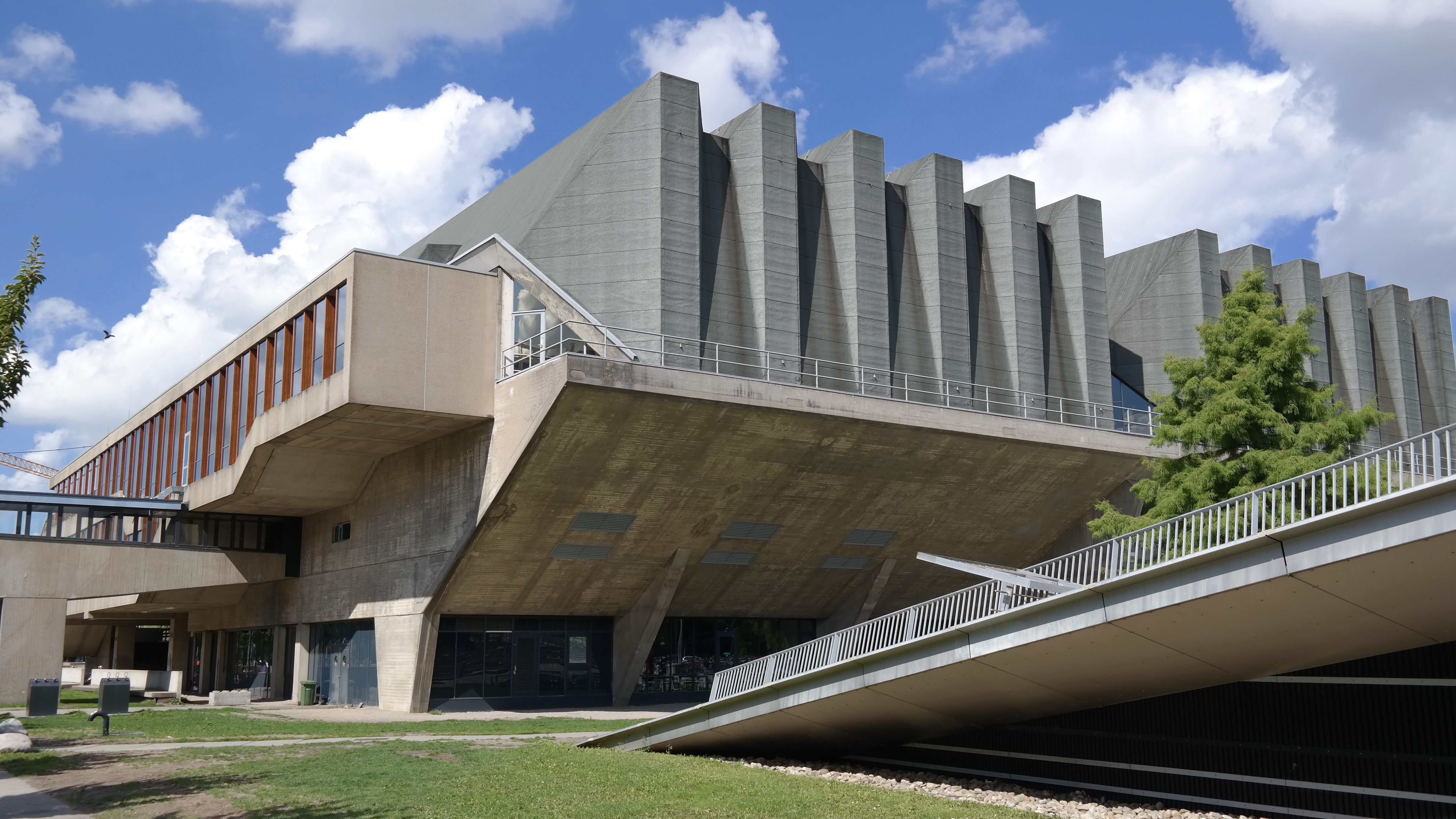
Achterzijde in 2017